# 埃塔螳属
埃塔螳属（学名：Aetaella）为小狭螳科的一个属。

## 下属物种
本属包括以下物种：
- 贝氏埃塔螳 Aetaella bakeri Hebard, 1920
- 普氏埃塔螳 Aetaella pluvisilvae Henry, 1931